# Union Omaha
El Union Omaha Soccer Club es un club de fútbol de la ciudad de Omaha, Nebraska, Estados Unidos. Fundado el 1 de mayo de 2019 que juega en la USL League One. Disputa sus encuentros de local en el Werner Park de Papillion, Nebraska.

## Historia
Fue fundado el 1 de mayo de 2019 como nuevo equipo expansión de la USL League One. Jay Mims, exentrenador del equipo de fútbol de la Universidad de Nebraska Omaha fue nombrado como primer director técnico del equipo.
El 4 de octubre de 2019 fue anunciado el nombre del equipo, Union Omaha Soccer Club, además de su escudo que está inspirado en el logo de la compañía Union Pacific y un búho americano, especie nativa de Nebraska.

## Estadio
El club juega sus encuentros de local en el Werner Park, un estadio de ligas menores de Béisbol cerca de Papillion, Nebraska.

## Temporadas
| Temporada | USL League One | USL League One | USL League One | USL League One | USL League One | USL League One | USL League One | USL League One | Playoffs | US Open Cup | Goleador    | Goleador | Goleador |
| Temporada | PJ             | V              | E              | D              | GF             | GC             | Pts            | Posición       | Playoffs | US Open Cup | Jugador     | Goles    |          |
| --------- | -------------- | -------------- | -------------- | -------------- | -------------- | -------------- | -------------- | -------------- | -------- | ----------- | ----------- | -------- | -------- |
| 2020      | 16             | 8              | 5              | 3              | 20             | 15             | 29             | 2º             | 2º       | No hubo     | Evan Conway | 6        |          |
| 2021      | 28             | 14             | 9              | 5              | 44             | 22             | 51             | 1º             | 1º       | No hubo     | Greg Hurst  | 14       |          |

## Entrenadores
- Jay Mims (2020-presente)